# White hat
White hat ("witte hoed") is een oorspronkelijk Engelse term die staat voor "de goede" uit de spaghettiwesterns, terwijl "de slechterik of valsspeler" dan weer de zwarte hoed opheeft. 
In de 21ste eeuw wordt de term gebruikt om ethische hackers mee aan te duiden. Deze categorie hackers werkt binnen de wettelijke kaders en is soms zelfs in dienst van bedrijven of instanties om de zwakke plekken in de beveiliging op te sporen.
White hat-hackers kunnen ook werken in teams die "sneakers en/of hackerclubs" worden genoemd, rode teams of tijgerteams.